# Восточная провинция (Соединённые провинции Южной Америки)
Восточная провинция (исп. Provincia Oriental) — провинция Соединённых провинций Рио-де-ла-Платы, впоследствии ставшая независимым государством Уругвай.

## История
Майская революция 1810 года привела к отстранению от власти испанского вице-короля Рио-де-ла-Платы, вице-королевство было преобразовано в Соединённые провинции Рио-де-ла-Платы. Пришедший к власти в октябре 1812 года Второй триумвират созвал в январе 1813 года «Ассамблею 13-го года», которая должна была провозгласить независимость от Испании и определить государственное устройство новой страны. На Ассамблее столкнулись идеи двух групп: «унитаристов», стоявших за сильную вертикаль власти, и «федералистов», ориентировавшихся на модель Соединённых Штатов Америки.
Делегаты от Восточной полосы, чьим лидером был Хосе Хервасио Артигас, потребовали выделения Восточной полосы в отдельную провинцию. 7 марта 1814 года Верховный директор Соединённых провинций Хервасио Антонио де Посадас, законодательно оформляя фактически существующее положение, издал декрет о создании Восточной провинции. В связи с тем, что в тот момент губернаторство Монтевидео ещё находилось под контролем роялистов, декрет не устанавливал столицу провинции.
В 1817 году Восточная провинция была оккупирована Соединённым королевством Португалии, Бразилии и Алгарве. 18 июля 1821 года Восточная провинция была официально аннексирована Бразилией и получила название Сисплатина.
В августе 1825 года Тридцать три Ориенталес подняли восстание в Сисплатине, что привело к аргентино-бразильской войне. В 1828 году в соответствии с договором в Монтевидео бывшая Восточная провинция стала независимым государством Уругвай.